# Anton Gasselich
Anton Gasselich (* 22. März 1888 in Lassee; † 9. Februar 1953 in Wien) war ein österreichischer Politiker (GDVP/LB/NSDAP/VdU) und Lehrer. Gasselich war von 1920 bis 1927 Abgeordneter zum Landtag von Niederösterreich und von 1949 bis 1953 Abgeordneter zum Nationalrat.

## Leben
Gasselich besuchte nach der Volksschule die Lehrerbildungsanstalt in Strebersdorf und arbeitete in der Folge als Lehrer. Zudem studierte er neben seiner beruflichen Tätigkeit an der Universität Wien Lehramt für Mittelschulen und schloss sein Studium mit dem akademischen Grad Dr. phil. ab. Gasselich war als Lehrer in Wien tätig, lebte jedoch in Lassee. 1941 arbeitete er im Generalgouvernement in der Regierung als Referatsleiter Höhere Schulen in der Abteilung Erziehung und Unterricht.

## Politik
Politisch engagierte sich Gasselich zunächst für die Großdeutsche Volkspartei, die er ab 4. November 1920 auch im Niederösterreichischen Landtag vertrat. Er gehörte während der Trennungsphase Wiens von Niederösterreich zwischen dem 30. November 1920 und dem 11. Mai 1921 der Kurie Niederösterreich-Land an und war bis zum 20. Mai 1927 Mitglied des Niederösterreichischen Landtages. 1923 war Gasselich jedoch dem Landbund beigetreten. Am 25. Juli 1938 beantragte er die Aufnahme in die NSDAP und wurde nach längerer Ablehnung des Antrags 1943 schließlich rückwirkend zum 1. Januar 1941 aufgenommen (Mitgliedsnummer 9.043.804). Nach dem Zweiten Weltkrieg engagierte sich Gasselich im neugegründeten Verband der Unabhängigen und war Mitglied des Bundesvorstandes. Zudem vertrat er den VdU vom 8. November 1949 bis zu seinem Tod im Nationalrat.

## Einzelbelege
1. ↑  Bundesarchiv
2. ↑  Bundesarchiv R 9361-IX KARTEI/10351407
3. ↑  Margit Reiter: Die Ehemaligen - Der Nationalsozialismus und die Anfänge der FPÖ. Göttingen 2019. S. 123

| Personendaten    | Personendaten                                                                                             |
| ---------------- | --- |
| NAME             | Gasselich, Anton                                                                                          |
| KURZBESCHREIBUNG | österreichischer Lehrer und Politiker (GDVP, LB, VdU), Landtagsabgeordneter, Abgeordneter zum Nationalrat |
| GEBURTSDATUM     | 22. März 1888                                                                                             |
| GEBURTSORT       | Lassee |
| STERBEDATUM      | 9. Februar 1953                                                                                           |
| STERBEORT        | Wien |